# キタイ・ゴロド駅
座標: 北緯55度43分50秒 東経37度36分40秒 / 北緯55.7306度 東経37.6112度
キタイ・ゴロド駅（ロシア語: Китай-город）は、モスクワ地下鉄6号線および7号線の駅。

## 歴史
1971年1月3日に開業した。